# 昆士蘭州歷史
澳洲原住民大約於四萬年前到達現在的昆士蘭州居住。現在的托雷斯海峽群島島民（Torres Strait Islanders）抵達的時間則比澳洲原住民晚了許多。托雷斯海峽群島島民屬於美拉尼西亞人，與澳洲原住民不同。1606年，荷蘭航海家威廉·揚松在約克角西岸登陸，是第一個登陸澳洲的歐洲人。1770年，英國人詹姆斯·庫克沿著澳洲東岸向北航行，抵達了昆士蘭。歐洲人從1824年開始在昆士蘭殖民，昆士蘭於1859年成為一個獨立的殖民地。1901年，澳洲聯邦成立，昆士蘭成為澳洲聯邦的一州。

## 五萬至一萬兩千年前
在冰河時期，海平面較低，托雷斯海峽群島曾經為連接澳洲大陸與新幾內亞的陸橋的一部份。一般認為，澳洲原住民可能在四至五萬年前，或是經由此陸橋，或是乘船越過帝汶海，由東南亞抵達澳洲大陸。連接昆士蘭與新幾內亞的陸橋在一萬兩千年前，最近一次冰河時期結束後被海水淹沒。

## 一萬兩千年前至十七世紀
昆士蘭與新幾內亞的陸橋被海水淹沒後，兩地還是保持來往。留在新幾內亞的原住民的後代成為巴布亞人。巴布亞人與澳洲原住民仍然互有往來。大約三千五百年前，南島民族的美拉尼西亞人抵達新幾內亞，是現在的托雷斯海峽群島島民的祖先，他們居住在托雷斯海峽群島至少已經有兩千五百年之久。

## 十七至十八世紀
1705年，荷蘭人威廉·揚松從爪哇西部的万丹啟程航向新幾內亞。之後他越過阿拉弗拉海，進入卡奔塔利亞灣，並且在1606年2月26日在約克角半島西岸的彭尼法瑟河登陸，此地在今日的韋帕（Weipa）附近。這是歷史上第一次歐洲人登陸澳洲大陸。之後他又繼續向南航行，因為當地多為沼澤，他的隊員中又有多人在多次登陸探勘的過程中被原住民殺害，揚松在航行到今日的Cape Keerweer之後決定回頭向北航行。